# Борго-Тічино
Борго-Тічино, Борґо-Тічино (італ. Borgo Ticino, п'єм. Borgh Tisen) — муніципалітет в Італії, у регіоні П'ємонт,  провінція Новара.
Борго-Тічино розташоване на відстані близько 530 км на північний захід від Рима, 100 км на північний схід від Турина, 26 км на північ від Новари.
Населення — 5089 осіб (2014).
Щорічний фестиваль відбувається 16 серпня. Покровитель — святий Рох.

## Демографія
Населення за роками:

Станом на 1 січня 2023 року в муніципалітеті офіційно проживало 588 іноземців з 44 країн, серед них 159 громадян країн Євросоюзу та 38 громадян України.

## Сусідні муніципалітети
- Аграте-Контурбія
- Кастеллетто-сопра-Тічино
- Коміньяго
- Дівіньяно
- Варалло-Помбія
- Веруно